# Barrio Echevarrieta
Barrio Echevarríeta es una localidad argentina ubicada en el Distrito de Cuadro Benegas, Departamento San Rafael Provincia de Mendoza. Se halla ubicada sobre la Ruta Nacional 144, entre calles El Moro y El Vencedor en la margen derecha del rio Diamante a 10 km de la ciudad de San Rafael, es lugar de paso a lugares turísticos como El Nihuil y el Valle de las Leñas, como así también al departamento de Malargüe.

## Toponimia
Debe su nombre a la familia Echevarrieta, propietaria de las tierras antes del loteo.

## Historia
Rodolfo Echevarrieta era un vasco que llegó a la zona de San Rafael en 1910 y adquirió 40 hectáreas. Construyó una bodega que fue rematada en 1935. En 1942 su hijo —también de nombre Rodolfo Echevarreta— descubrió que una lonja de terreno sobre el río no estaba hipotecada, por lo que decidieron lotearlo para hacer un nuevo barrio. Todos los terrenos tenían un tamaño de 20 x 50 metros.
En 2021 el municipio de San Rafael concretó obras de asfaltado en la urbanización.